# 浦上警察署
浦上警察署（うらかみけいさつしょ）は、長崎県警察が管轄する警察署の一つである。

## 所在地
- 長崎県長崎市大橋町26番4号（北緯32度47分0.4秒 東経129度51分54.5秒 / 北緯32.783444度 東経129.865139度）

## 管轄区域
主に長崎市の北部地区を管轄しているが、2020年（令和2年）3月末の稲佐警察署廃止（新長崎警察署への統合）に伴い、稲佐署の管轄区域である長崎市西部の一部（小江原・手熊・式見地区）が移管された。
- 浜口町
- 松山町
- 大橋町
- 岡町
- 橋口町
- 上野町
- 平野町
- 平和町
- 本尾町
- 江平一丁目 - 三丁目
- 高尾町
- 茂里町（街区符号4番）
- 川口町
- 岩川町
- 坂本一丁目 - 三丁目
- 立岩町
- 富士見町
- 城山町
- 城栄町
- 油木町

- 青山町
- 金堀町
- 城山台一丁目 - 二丁目
- 花園町
- 若草町
- 昭和一丁目 - 三丁目
- 三川町
- 西山台一丁目 - 二丁目
- 川平町
- 三ツ山町
- 畦別当町
- 住吉町
- 住吉台町
- 若葉町
- 文教町
- 千歳町
- 中園町
- 赤迫一丁目 - 三丁目
- 花丘町
- 泉町

- 泉一丁目 - 三丁目
- 大手一丁目 - 三丁目
- 家野町
- 三芳町
- 江里町
- 緑が丘町
- 清水町
- 白鳥町
- 西町
- 錦一丁目 - 三丁目
- 音無町
- 柳谷町
- 若竹町
- 西北町
- 岩屋町
- 葉山一丁目・二丁目
- エミネント葉山町
- 滑石一丁目 - 六丁目
- 北栄町
- 北陽町

- 大園町
- 虹が丘町
- 大宮町
- 本原町
- 小峰町
- 扇町
- 石神町
- 辻町
- 三原一丁目 - 三丁目
- 横尾一丁目 - 五丁目
- 女の都一丁目～四丁目

西部の一部
- 小江原一丁目～五丁目
- 柿泊町
- 手熊町
- 上浦町
- 式見町
- 向町
- 園田町
- 牧野町
- 四杖町
- 相川町
- 見崎町

## 沿革
前史（明治）
- 1891年（明治24年）6月1日 - 浦上警察署が設置される。
- 1897年（明治30年）8月9日 - 浦上警察署が廃止される。

自治体警察時代
- 1948年（昭和23年）2月1日 - 旧警察法に基づき、自治体警察「長崎市警察署 中央地区警ら隊」が設置される。
- 1950年（昭和25年）
  - 1月 - 岩川町以北27ヶ町村を管轄する「長崎市警察署浦上地区警ら隊」が発足。
  - 6月 - 松山町70番地に庁舎を新築。
- 1951年（昭和26年）8月 - 浦上地区警ら隊が廃止され、「長崎市警察署浦上警部派出所」が設置される。
- 1954年（昭和29年）6月30日 - 自治体警察 長崎市警察署が廃止される。

長崎県警察
- 1954年（昭和29年）7月1日 - 警察法の全面改正により、「長崎県浦上警察署」が発足。
- 1956年（昭和31年）3月24日 - 庁舎が完成し、移転を完了。
- 1966年（昭和41年）8月27日 - 若葉町警察官派出所（現 若葉交番）が完成し、実務を開始。
  - 鉄筋コンクリート造2階建て。翌年1967年（昭和42年）には署員を4名から15名に増員し、約4万人を管轄する九州一のマンモス交番所となる。
- 1972年（昭和47年）
  - 4月1日 - 時津警察署から西彼杵郡長与町高田郷の一部の業務が移管される。
  - 11月 - 時津警察署から時津町横尾地区の業務が移管される（翌1973年（昭和48年）に横尾地区は長崎市に編入された）。
- 1973年（昭和48年）1月23日 - 移動交番車を配置。（新興社宅や団地の急増に対処。乗員8名）
- 1980年（昭和55年）4月1日 - 長与町高田郷の一部と吉無田郷の一部の業務を時津警察署に移管。
- 1981年（昭和56年）10月 - 庁舎建て替えのため、橋口町の仮庁舎に移転。
- 1982年（昭和57年）11月27日 - 新庁舎が完成。
- 1985年（昭和60年）7月23日 - 中国総領事館の設置に伴い、警備派出所を新設。
- 2006年（平成18年）4月1日 - 交番・駐在所の統廃合により、本尾警察官駐在所1か所を廃止。
- 2007年（平成19年）4月1日 - 交番・駐在所の統廃合により、川平町と西山台の警察官駐在所2か所を廃止。
- 2008年（平成20年）4月1日 - 交番・駐在所の統廃合により、浦上駅前と音無町の交番2か所を廃止。
- 2020年（令和2年）
  - 3月31日 - 長崎運転免許センターの新設（新長崎警察署内に併設）に伴い、この日をもって浦上署内の運転免許窓口の業務を終了。
  - 4月1日 - 稲佐警察署の廃止に伴い、その管轄区域であった長崎市西部の一部（小江原・手熊・式見地区）が移管された。

## 内部組織[1]
- 警務課
  - 警務係
  - 留置係
  - 看守第一係
  - 看守第二係
  - 看守第三係
- 会計課
  - 会計係
- 生活安全課
  - 生活安全第一係
  - 生活安全第二係
  - 生活安全捜査係
- 地域課
  - 企画指導係
  - 地域第一係
  - 地域第二係
  - 地域第三係
- 捜査支援課
  - 捜査支援係
- 刑事第一課
  - 庶務係
  - 強行犯係
  - 盗犯係
  - 鑑識係
- 刑事第ニ課
  - 庶務係
  - 知能犯係
  - 組織犯罪対策係
- 交通課
  - 交通総務係
  - 交通指導係
  - 交通捜査係
  - 交通特命捜査係
  - 交通規制係
- 警備課
  - 警備第一係
  - 警備第二係
  - 外事係

## 交番
- 滑石交番（なめし、長崎市滑石3丁目6番2号、北緯32度48分26.7秒 東経129度50分15.9秒）
- 平和公園交番（へいわこうえん、長崎市平野町3番6号、北緯32度46分19.7秒 東経129度51分47.2秒）
- 本原交番（もとはら、長崎市小峰町3番1号、北緯32度46分54.3秒 東経129度52分16.1秒）
- 三原交番（みはら、長崎市三原1丁目29番16号、北緯32度47分1.0秒 東経129度52分55.1秒）---旧三原警察官駐在所、2008年（平成20年）交番となる。
- 若草交番（わかくさ、長崎市城栄町32番7号、北緯32度46分29.0秒 東経129度51分17.2秒）
- 若葉交番（わかば、長崎市若葉町15番1号、北緯32度47分25.5秒 東経129度51分37.9秒） （旧若葉町交番、2008年〈平成20年〉名称変更）
- 小江原交番（こえばる、長崎市小江原2丁目28番11号）- 旧・稲佐警察署から移管。

## 警察官駐在所
- 女の都警察官駐在所（めのと、長崎市女の都3丁目16番1号、北緯32度48分19.8秒 東経129度52分50.4秒）
- 手熊町警察官駐在所（てぐままち、長崎市手熊町331番地11）- 旧・稲佐警察署から移管。
- 式見町警察官駐在所（しきみまち、長崎市式見町200番地5）- 同上

## 警備派出所
- 中国総領事館警備派出所（長崎市橋口町10-35、北緯32度46分40.2秒 東経129度52分1.6秒）

## 廃止された交番・駐在所
（　）は読み、所在地だった場所。---は廃止後に所管区が移された交番・駐在所を表す。
- 2006年（平成18年）
  - 本尾警察官駐在所（もとお、長崎市本尾町11番24号）---本原交番
- 2007年（平成19年）
  - 川平町警察官駐在所（かわびらまち、長崎市川平町1227番4号）---三原交番
  - 西山台警察官駐在所（にしやまだい、長崎市西山台2町目1番5号）---同上
- 2008年（平成20年）
  - 浦上駅前交番（うらかみえきまえ、長崎市川口町3番9号）---平和公園交番
  - 音無町交番（おとなしまち、長崎市音無町10番2号）---若葉交番